# Josiane Mukashema
Josiane Mukashema, née le 1er janvier 1997, est une coureuse cycliste rwandaise.

## Carrière
Aux Championnats d'Afrique de cyclisme sur route 2021 au Caire, elle est médaillée d'argent en contre-la-montre par équipes.
Sur le plan national, elle est sacrée championne du Rwanda du contre-la-montre en 2019.

## Palmarès
- 2019
  -  Championne du Rwanda du contre-la-montre
  - 2e du championnat du Rwanda sur route
- 2021
  -  Médaillée d'argent du championnat d'Afrique du contre-la-montre par équipes
- 2022
  - 3e du championnat du Rwanda sur route
- 2023
  - 2e étape du Tour du Burundi
  - 3e du championnat du Rwanda sur route
- 2024
  -  Championne d'Afrique du contre-la-montre par équipes mixtes
  - 3e du championnat du Rwanda sur route
  - 3e du championnat du Rwanda du contre-la-montre

## Classements mondiaux
| Année                                 | 2019 | 2020 | 2021 | 2022 | 2023 | 2024 |
| ------------------------------------- | ---- | ---- | ---- | ---- | ---- | ---- |
| Classement UCI                        | 457e | nc   | 284e | 755e | 428e | 321e |
|                                       |      |      |      |      |      |      |
| Légende : nc = non classéSource : UCI |      |      |      |      |      |      |